# Bois-Blancs
Cet article possède un paronyme, voir Bois Blanc.
Bois-Blancs est un quartier situé à l'ouest de Lille à vocation résidentielle.
Depuis l'aménagement du port de Lille, la moitié centrale de son territoire est entourée par les bras de la Deûle (le bassin du port de Lille au sud et le canal de la Haute Deûle au nord) et il y est souvent fait référence comme « l'île » des Bois-Blancs.
Ce quartier jeune (40 % de la population a moins de 25 ans) occupe 170 hectares et abrite environ 8 000 habitants.

## Géographie
Le quartier des Bois-Blancs correspond au territoire de la partie nord-ouest de Lille qui est demeuré en dehors des fortifications du XIXe siècle. Il est également nommé « quartier de Canteleu ».
Il est délimité au sud-est par le boulevard de la Lorraine et le boulevard de la Moselle (anciens boulevards militaires longeant l'intérieur des remparts) qui le séparent du quartier voisin de Vauban-Esquermes (territoire qui, lui, était intra-muros). La place Leroux-de-Fauquemont marque l'emplacement de l'ancienne porte de Canteleu. Au sud, l'autoroute A25 et son échangeur au niveau du port fluvial séparent de façon quasi-imperméable les Bois-Blancs du Faubourg de Béthune. A l'est, le quartier touche la commune voisine de Loos, la limite communale courant à travers l'emprise du port fluvial. Au nord-ouest, le quartier jouxte la commune associée de Lomme et la commune de Lambersart, la limite étant en partie matérialisée par le tracé de la Deûle mais aussi par l'avenue de Dunkerque, la rue du Marais-de-Lomme et l'axe de la rue Marie-Louise-Delwaulle qui enserrent une emprise lilloise sur la rive gauche de la Deûle.
Le quartier des Bois-Blancs est fortement marqué par la présence de la Deûle, qui traverse par deux bras parallèles le quartier sur toute sa longueur du sud-ouest vers le nord-ouest. Le territoire des Bois-Blancs est ainsi divisé en trois parties peu reliées entre elles et bien distinctes :
- au sud, toute la rive droite du grand bras de la Deûle (environ 60 ha) est occupée en quasi-totalité par les installations du port fluvial et raccordée au reste du quartier par deux ponts routiers, le pont de Dunkerque et le pont Léon-Jouhaux ;
- au nord, la rive gauche du petit bras de la Deûle est occupée par la partie lilloise du quartier de Canteleu (environ 30 ha), reliée au reste du quartier par le pont de Canteleu, le pont à Fourchon et la passerelle Kant ;
- entre les deux bras de la Deûle, la partie « île » des Bois-Blancs a une superficie d'environ 80 ha. Outre les ponts déjà cités qui relient cette île fluviale aux autres parties du quartier, elle est reliée directement à Lomme par le pont Churchill et à Lambersart par la passerelle de Soubise.

## Histoire

### Du Moyen Âge aux travaux de Vauban
Le territoire des Bois Blancs-Canteleu faisait partie, au nord-est de l’avenue de Dunkerque de l’ancienne commune de Wazemmes, au sud-ouest de cette avenue de l’ancienne commune d’Esquermes  avant l’annexion de ces deux communes par la ville de Lille lors de son agrandissement de 1858. Ce territoire était parcouru par deux bras primitifs de Deûle, la Haute Deûle canalisée de  1271 à 1281, élargie à plusieurs reprises jusqu’à sa mise au gabarit Freycinet à la fin du XIXe siècle qui existe encore comme voie d’eau secondaire et le Fourchon, la plus importante des deux au Moyen Âge, remblayée vers 1950. Ces deux bras de la Deûle se séparaient à l’emplacement de l’actuelle gare d’eau. Le Fourchon, également connu sous le nom d’Arbonnoise, traversait Esquermes jusqu’à l’emplacement de l’actuelle place du Maréchal Leclerc et se prolongeait à Wazemmes jusqu’au centre de Lille. De multiples fossés furent creusés en 1147 par les moines de l’Abbaye de Loos, dans le marécage qui s’étendait autour du Fourchon près de son confluent pour mettre en culture les terres amendées.
Cet espace agricole  était traversé depuis le Moyen Âge par une seule voie de communication importante reliant Lille à Armentières et Boulogne traversant la Haute Deûle au pont de Canteleu, approximativement sur le tracé des actuelles avenues Marx Dormoy et de Dunkerque autour desquelles était établi le hameau de Canteleu et par le chemin de Loos à Lomme, actuelle rue du Marais en limite d’Esquermes puis de la ville de Lille après 1858 et de Lomme.
Le château de la Haye détruit vers 1930 était situé au sud du port de Lille.

### De 1670 à 1858
Les travaux de fortifications de Vauban de la place de Lille en 1669-1670  comprennent la construction  d’une redoute près du pont de Canteleu et d’une digue  de cette redoute à l'emplacement de l'actuelle place de la République. Le territoire compris entre le canal de la Haute Deûle dont le cours avait été modifié, la digue et les remparts de la ville de la porte de la Barre jusqu'à la porte Notre-Dame (emplacement de l'actuelle place Richebé) était une zone inondable destinée à protéger la ville en cas de siège, s'étendant donc au-delà de l'actuel quartier des Bois blancs jusqu'au nord de Wazemmes.
Le marécage qui s’étendait sur la rive gauche du canal de la Deûle  (emplacement d’Euratechnologies) est assaini par le creusement du canal de la Tortue en 1848.
Canteleu était encore un territoire rural peu construit lors de l’annexion des communes de Wazemmes et d’Esquermes à la ville de Lille en 1858.
La construction au cours des années 1860 d’une nouvelle enceinte  entourée d’une zone militaire non constructible sépare le faubourg de Canteleu et des Bois Blancs de la ville intra muros à laquelle il n’est relié que par deux portes, la porte de Dunkerque par où passe l’avenue de Dunkerque (actuelle avenue Léon Jouhaux) et la porte de Canteleu (place Leroux de Fauquemont) par où passait la rue Lequeux, actuelle avenue de Dunkerque, en direction du pont de Canteleu. 
Quelques usines s’implantent à Canteleu à partir de la fin des années 1850, notamment une filature de lin créée par Eugène Verstraete en 1857.
Le quartier reste cependant encore peu construit jusqu’aux années 1870.

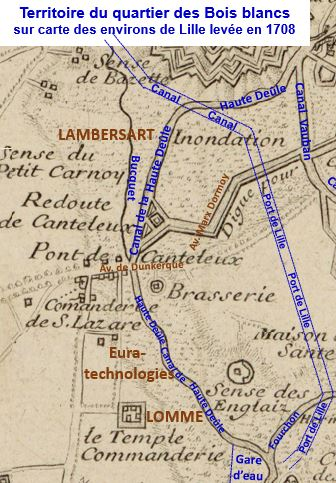
Bois blancs-Canteleu en 1708
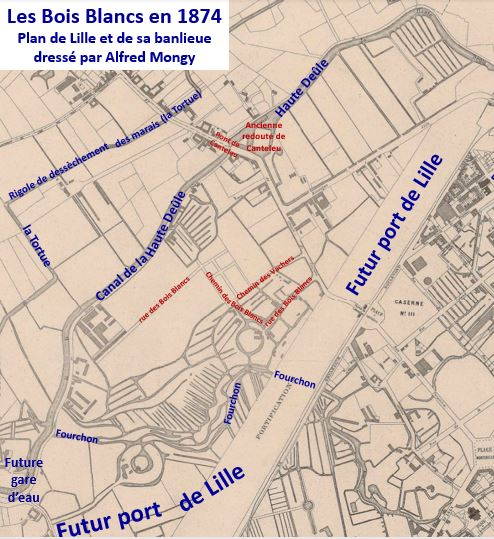
Bois Blancs en 1874

### Le développement d'un quartier industriel
Son développement date de la fin du XIXe siècle et du début du XXe siècle notamment avec l’installation en 1876 d'une  usine Le Blan puis vers 1920 de la filiale de cette entreprise, la "Cotonnière lilloise" entre l’avenue de Bretagne  et le canal, et celle de l’usine d’électricité et gaz du Nord. Un quartier d’habitations, essentiellement logements ouvriers, se constitue entre le quai de l’Ouest, dénomination du chemin de halage en 1876, et la rue des Bois Blancs, ce qui amène la construction de l’église Saint-Charles en 1906 achevée par celle du clocher en 1933.
L’extrémité sud-ouest du quartier reste jusque 1950 un territoire aquatique parcouru par le Fourchon ou Arbonnoise avec ses multiples bras et une ferme entourée d'un fossé circulaire indiquée sur d'anciennes cartes : "Cense aux Anglais" ou "château de l'Anglée".

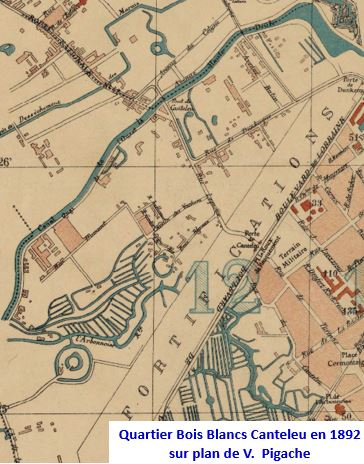
Bois Blancs en 1892
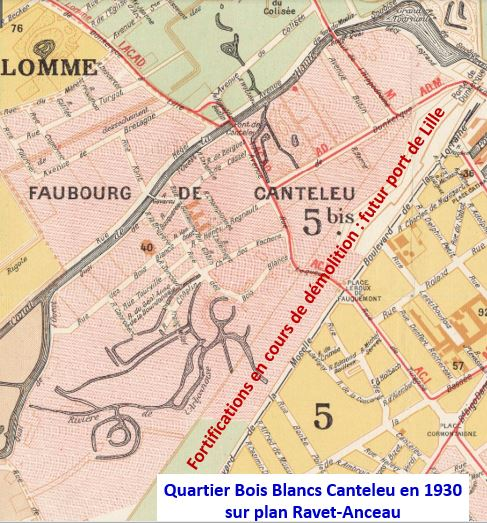
Bois Blancs en 1930

### À partir des années 1950

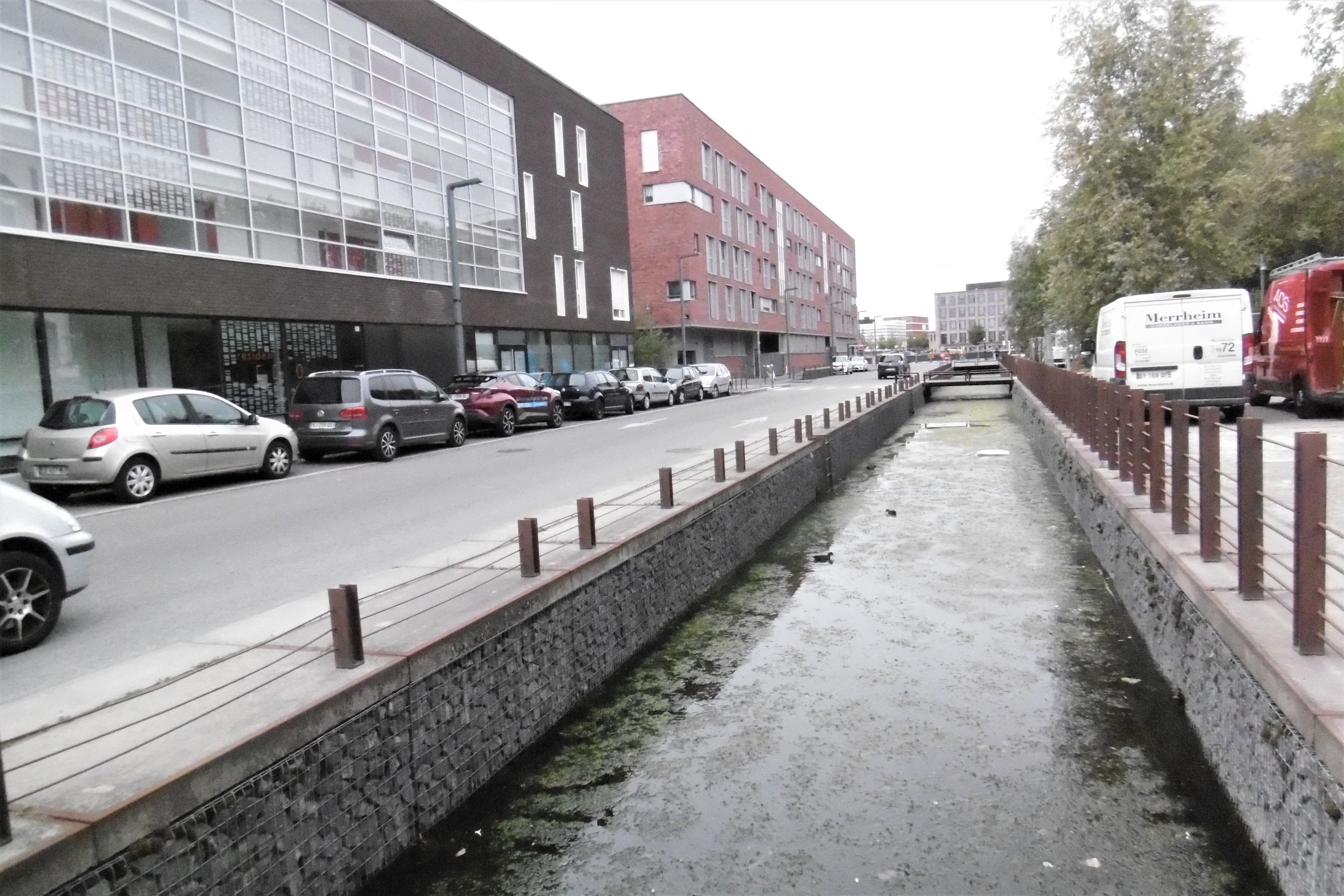
Rue du pont à Fourchon

La coupure avec la ville s'atténue pendant 2 décennies  après le démantèlement des remparts dans les années 1920 et l'installation de jardins familiaux sur l'ancienne zone militaire ce qui permettait des passages dans un milieu naturel entre les quartiers d'Esquermes et des Bois Blancs.
Le creusement de 1948 à 1950 du bassin du Port de Lille sur l’ancienne zone fortifiée rétablit cette séparation, les installations portuaires étant clôturées et fermées au public. La création du port entraine le comblement de l’Arbonnoise et des voies d’eau environnantes. Ce bassin qui double le canal de la Haute Deûle entre le grand tournant au sud-est de la Citadelle et la pointe amont des Bois Blancs enserre le quartier dans une île fluviale.
En 1958, la rue Lequeux est renommée avenue de Dunkerque, le tronçon nord de cette avenue, avenue Marx-Dormoy.
L’école Guynemer et la « Cité de transit Saint-Sauveur », actuelle « Résidence des aviateurs », sont construits en 1960 à l’emplacement du Fourchon comblé , pour reloger les habitants de l’ancien quartier Saint-Sauveur rasé au début des années 1960.
Le bassin du port fluvial est mis à grand gabarit en 1974 avec la partie du canal en aval jusqu'à Deûlémont comprenant un nouveau tracé à l'ouest de la Citadelle remplaçant le canal de la Moyenne Deûle.
Un bassin pour 70 bateaux avec deux débarcadères, « la gare d'eau », est ouvert en 1976 à l'emplacement de l'ancienne Planche à Quesnoy.
Les usines Le Blan ferment à la fin des années 1980 à la suite de la mise en liquidation judiciaire de cette entreprise. Les bâtiments reconvertis à partir de 2006 accueillent le centre d'activités EuraTechnologies.
Un ensemble d’immeubles est construit au début des années 2010 entre le quai de l’Ouest et la  résidence des aviateurs sur les terrains d’anciennes usines avec ouverture de la rue du Pont à Fourchon qui évoque par un bassin central la voie d’eau disparue qui était située à proximité. La nouvelle Mairie du quartier Bois Blancs ouvre en septembre 2019 dans cette rue au bord du quai.

## Urbanisme

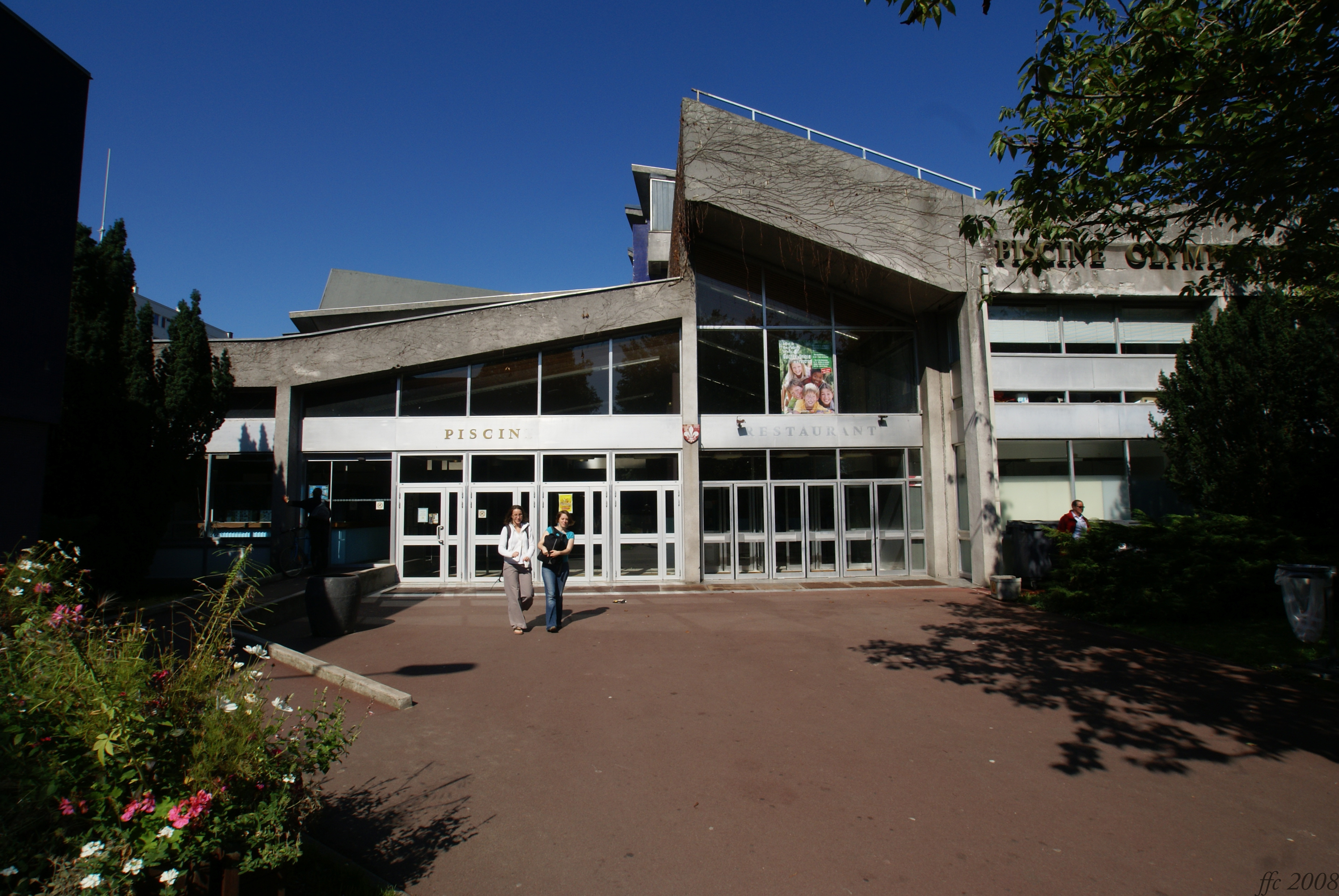
Piscine olympique Marx Dormoy

Le quartier des Bois Blancs est un des dix quartiers de la ville de Lille.
Il comporte 4 bureaux de vote représentant des sous-quartiers spécifiques : le 806 est la partie Canteleu lilloise, bordée par Lomme Lambersart et la Haute-Deûle. C'est là qu'est situé Euratechnologies (voir ci-dessous). Le 804 est la partie la plus proche du bois de Boulogne avec un axe routier principal, l'avenue Marx Dormoy. Il est principalement composé de grandes copropriétés : Résidence du Bois, Terrasses de Boulogne (I, II et II), L'île aux Bois. Il comporte aussi l'ensemble piscine/théâtre pour la Jeunesse (Grand Bleu) et médiathèque. Les bureaux 805 et 808 représentent la partie "vieux Bois Blancs" comportant beaucoup de petites maisons ouvrières et deux ensembles HLM, la résidence des Aviateurs et la résidence Tourville. Le long de la Haute Deûle se trouvaient nombre d'entreprises de nature industrielle. Elles ont aujourd'hui laissé place à de l'habitat mêlant HLM, habitat participatif, accession aidée à la propriété et privé avec des allées verdoyantes et des mini cours d'eau (en fait récepteurs et régulateurs de l'eau de pluie). Une passerelle et un pont levis relient cette partie et la partie Canteleu. Un nouveau pont dans le prolongement d'une nouvelle rue a été créé (même nom : Pont à Fourchon).
Ce quartier est desservi par le métro (deux stations, Bois Blancs et Canteleu/Lambersart), V'LIlle, deux bus. Le centre de Lille est entre 35 et 50 min à pied, 1/4 d'heure à vélo, 20 min en métro. Il possède un grand espace vert public (terrain des vachers) auquel s'est adjoint un autre grand espace vert devant Euratechnologies. On peut se promener le long des berges de la Haute Deûle et du canal à grand gabarit et rejoindre rapidement le bois de Boulogne par une passerelle piéton/vélo.
Il est enfin doté à proximité immédiate de commerces divers.
Les anciennes activités industrielles étaient situées côté Vieux Bois Blancs, le long du quai de l'ouest pour bénéficier du transport par péniche qui se fait maintenant sur le canal à grand gabarit réalisé dans les années 50 avec l'installation du port fluvial (faisant administrativement partie du quartier des Bois-Blancs)
La création du parc d'activité EuraTechnologies, tourné vers les nouvelles techniques de l’information et de la communication, intègre aussi la conception d’un nouveau quartier, sur les anciens établissements Leblan Laffont (textile). En 2019, le nombre d'emplois créés correspond au nombre d'emplois perdus avec la fin de cette industrie (dans les 4000 emplois). À terme, 10 000 emplois sont prévus. Un campus de l'innovation se dressera en 2020 sur une autre grande friche au cœur de Canteleu (Netten).
Le deuxième gros employeur du quartier est très certainement l'hôpital privé Le Bois, surtout si on y adjoint les nombreux cabinets médicaux qui gravitent autour.
La ZAC des rives de la Haute-Deûle Bois Blancs Lille - Marais de Lomme, contenant le quartier EuraTechnologies  mais aussi les friches industrielles des vieux Bois-Blancs entre dans une deuxième phase. Toujours sous la direction de la Métropole Européenne de Lille et de la Ville, sont aussi prévus la réfection de la "gare d'eau", plan d'eau habité par des péniches à l'origine occupées par des anciens bateliers ayant vocation à des activités liées à l'eau et prévoyant une halte nautique. Sur cette pointe de "l'île des Bois Blancs" entre la Haute Deûle et le canal à grand gabarit, un projet lié à l'ANRU démarrera en 2020 sur un secteur contenant la résidence des aviateurs et allant jusqu'à cette gare d'eau.
Les bâtiments abritant piscine, théâtre et médiathèque, évoqués en introduction, avec l'espace vert et le parking attenants devraient aussi à terme faire l'objet d'un projet à définir.
Par ailleurs, ce quartier des Bois Blancs a depuis de nombreuses années une vie associative particulièrement développée. On la retrouve en particulier depuis un peu plus de 30 ans dans un journal de quartier, le Petit Journal des bois Blancs - Canteleu, réalisé chaque trimestre par des bénévoles regroupés dans l'Association des Amis du Petit Journal des Bois Blancs (AAPJBB).
Ce journal se fait donc l'écho du riche tissu associatif du quartier, des initiatives des écoles, de la Maison de Quartier, du Comité d'animation des Bois-Blancs (deux braderies, expositions régulières d'art contemporain à l'espace Pignon, ateliers artistiques...), de la Maison de Quartier et Centre Social, des multiples clubs sportifs ou liés à l'eau, de nouvelles associations (brassage de bière, projet de café participatif, repair café…)
Le stade Henri-Jooris, stade du LOSC de 1944 à 1975, était situé aux Bois Blancs.